# 중부구 (보츠와나)

중부 구

중부구(영어: Central District)는 보츠와나 동부에 위치한 구로, 보츠와나에서 면적이 가장 큰 구이다. 행정 중심지는 세로웨이며 면적은 147,730km2, 인구는 563,260명(2001년 기준)이다. 주 동쪽에는 림포포강이 흐르고 있고 북동쪽으로는 짐바브웨, 남동쪽으로는 남아프리카 공화국와 국경을 맞대고 있으며 북동쪽으로는 북동부구, 남쪽으로는 카틀렝구, 남서쪽으로는 퀘넹구, 서쪽으로는 간지구, 북서쪽으로는 북서부구와 인접해 있다.